# St. Ivan Rilski Col
St. Ivan Rilski Col (in lingua bulgara: рид Свети Иван Рилски, Rid Sveti Ivan Rilski, "valico di san Giovanni di Rila") è un valico antartico coperto di ghiaccio che collega il Great Needle Peak (Falsa Aguja Peak) e il Levski Peak nel Levski Ridge, nei Monti Tangra dell'Isola Livingston, nelle Isole Shetland Meridionali, in Antartide. 
Il valico montuoso è lungo 1,4 km, ha un asse orientato in direzione est-ovest e un versante meridionale a strapiombo. La porzione orientale è leggermente più elevata e si trova a 1.350 m e da qui si spunta verso nord il Kardam Buttress. Il valico fa parte dello spartiacque tra il Ghiacciaio Huron a nord e la testa del Ghiacciaio Macy a sud. 
La denominazione è stata assegnata in onore di san Giovanni di Rila (876-946), eremita bulgaro e fondatore del Monastero di Rila.

## Localizzazione
Il valico è situato alle coordinate 62°39′54″S 60°05′05″W, 1,65 km a ovest-nordovest del Great Needle Peak, 2,86 km nord del Silistra Knoll, 1,69 km est del Levski Peak e 2,2 km sud dei Nestinari Nunataks (mappatura bulgara del 2005 e 2009).

## Mappe
- L.L. Ivanov et al. Antarctica: Livingston Island and Greenwich Island, South Shetland Islands. Scale 1:100000 topographic map. Sofia: Antarctic Place-names Commission of Bulgaria, 2005.
- L.L. Ivanov. Antarctica: Livingston Island and Greenwich, Robert, Snow and Smith Islands. Scale 1:120000 topographic map.  Troyan: Manfred Wörner Foundation, 2009.